# Śmicz
Śmicz (dodatkowa nazwa w j. niem. Schmitsch, cz. Smecz) – wieś w Polsce, położona w województwie opolskim, w powiecie prudnickim, w gminie Biała. Historycznie leży na Górnym Śląsku, na ziemi prudnickiej. Położona jest na terenie Wysoczyzny Bialskiej, będącej częścią Niziny Śląskiej.
W latach 1975–1998 miejscowość należała administracyjnie do ówczesnego województwa opolskiego.
Według danych na 2011 wieś była zamieszkana przez 494 osoby.

## Geografia

### Położenie
Wieś jest położona w południowo-zachodniej Polsce, w województwie opolskim, około 10 km od granicy z Czechami, na Wysoczyźnie Bialskiej. Należy do Euroregionu Pradziad. Wieś ulokowana została wokół zbiornika wodnego leżącego na Potoku Śmiczowskim. Jest jednym z największych sołectw w gminie Biała. Ogólna powierzchnia gruntów wynosi 1290,5 ha, z czego użytki rolne zajmują powierzchnię 1213,9 ha. Wysoka kultura gleby pozwala na osiąganie wysokich zbiorów opłacalnych upraw. Leży na terenie Nadleśnictwa Prudnik (obręb Prudnik).

### Środowisko naturalne
W Śmiczu panuje klimat umiarkowany ciepły. Średnia temperatura roczna wynosi +8,0 °C. Duże zróżnicowanie dotyczy termicznych pór roku. Średnie roczne opady atmosferyczne w rejonie Śmicza wynoszą 618 mm. Dominują wiatry zachodnie.
| SIMC    | Nazwa    | Rodzaj     |
| ------- | -------- | ---------- |
| 0491564 | Podlesie | przysiółek |

## Nazwa
W 1235 występuje pod nazwą Smesh, w łacińskim dokumencie wydanym w 1333 roku w zlatynizowanej formie Smece, a w kolejnym Smecz. W 1379 figuruje jako Smotsch, a w 1845 jako Schmitsch. Topograficzny opis Górnego Śląska z 1865 roku notuje wieś pod polską nazwą Smice, a także niemiecką Schmitsch we fragmencie: „Schmitsch (1223 Smogez, 1379 Schmotsch, polnisch Smice)”. Ze względu na polskie pochodzenie nazwy od 1936 roku naziści w ramach akcji germanizacji nazw miejscowych w III Rzeszy przemianowali nazwę na nową, całkowicie niemiecką Lößtal.
W opracowanej w 1971 przez Powiatowy Inspektorat Statystyczny w Prudniku Statystycznej charakterystyce miejscowości w gromadach powiatu prudnickiego, miejscowość została wymieniona pod nazwą Śmicz.

## Historia

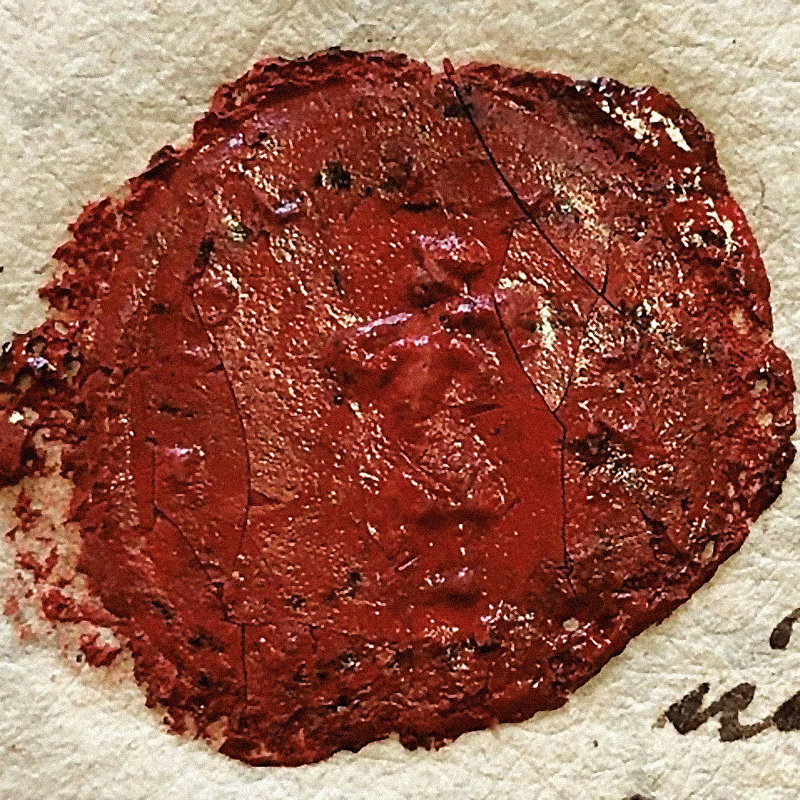
Pieczęć Śmicza (1751)

Wieś wzmiankowana po raz pierwszy w łacińskim dokumencie z 1223 roku wydanym przez biskupa wrocławskiego Wawrzyńca, gdzie zanotowana została w zlatynizowanej formie Smogoz. Wówczas biskup Wawrzyniec włączył wieś do parafii Wniebowzięcia Najświętszej Maryi Panny w Kazimierzu. W 1335 we wsi istniał już kościół parafialny św. Katarzyny Aleksandryjskiej, nad którym patronat obejmował klasztor dominikanów we Wrocławiu.

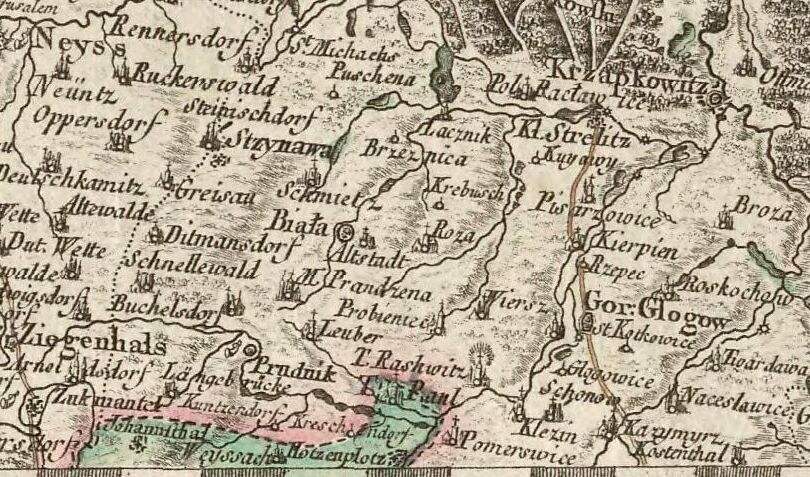
Śmicz (Schmietz) wśród miejscowości ziemi prudnickiej na polskojęzycznej mapie z 1772

Wieś stała się punktem centralnym dóbr możnowładcy Zbrosława z prawem przywileju targowego dla Ścinawy Małej. W 1562 właścicielem Śmicza był Maciej sen. von Logau. W 1657 w Śmiczu wybuchł pożar, w którym spłonął kościół. Do 1742 wieś należała do powiatu sądowego bialskiego w Monarchii Habsburgów. Po I wojnie śląskiej znalazła się w granicach Królestwa Prus i weszła w skład powiatu prudnickiego w prowincji Śląsk. W 1750 w Śmiczu wzniesiono nowy kościół św. Katarzyny Aleksandryjskiej według projektu Jana Innocentego Töppera z Prudnika.

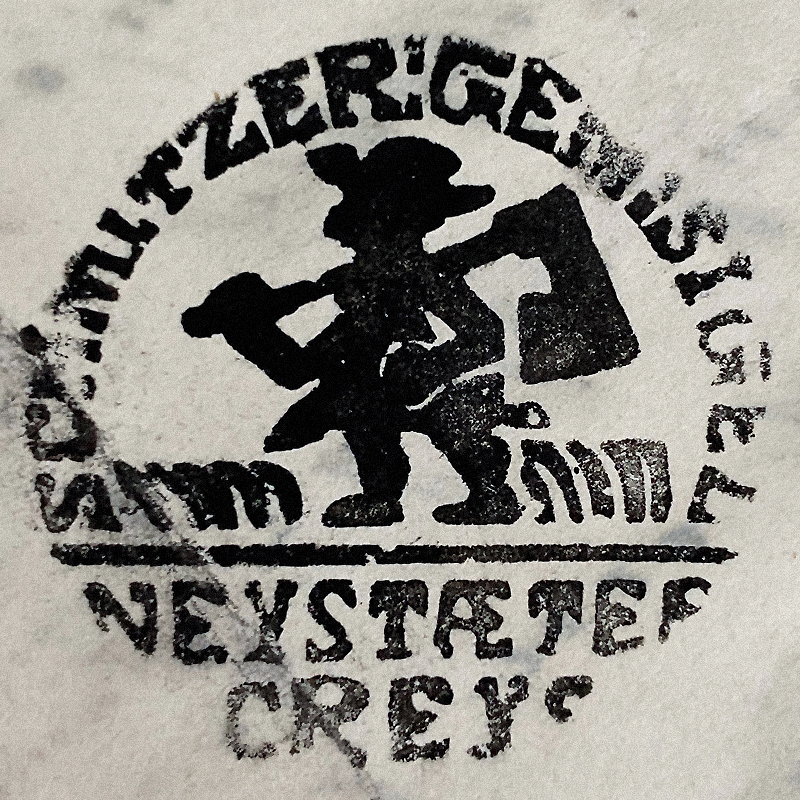
Pieczęć Śmicza (1880)

Wieś posiadała swoją własną pieczęć, która przedstawiała w polu chłopa z toporem na ramieniu, a w otoku napis: SCHMITZER: GEM: SIGEL / NEYSTAETER CREYS (pol. Gmina Śmicz / Powiat Prudnicki). W 1832 w Śmiczu została założona szkoła na terenie gruntów parafialnych. Wizytacja dnia 6 czerwca 1888 podała kierownika szkoły – Michał Fridek.

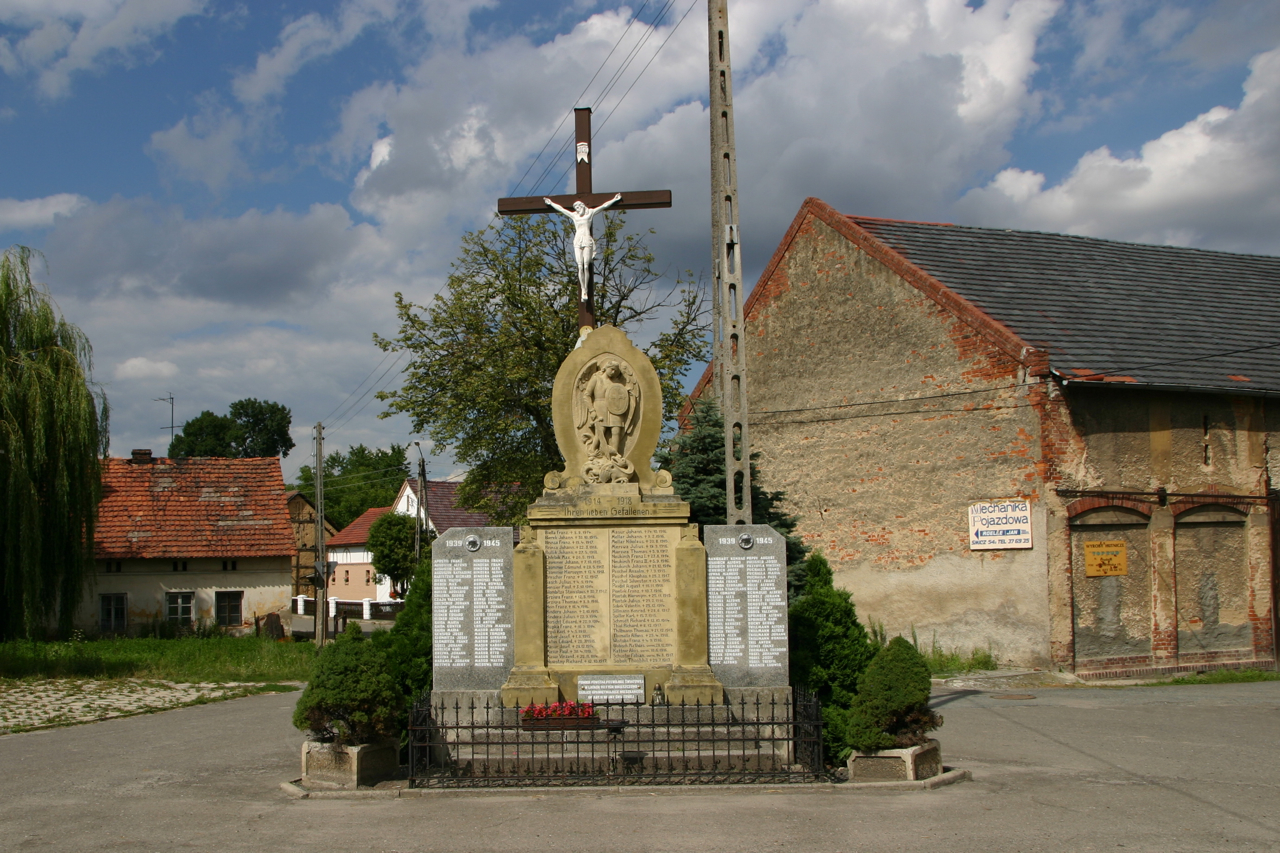
Pomnik poległych w I i II wojnie światowej

Według spisu ludności z 1 grudnia 1910, na 1055 mieszkańców Śmicza 256 posługiwało się językiem niemieckim, 750 językiem polskim, a 49 było dwujęzycznych. W 1921 w zasięgu plebiscytu na Górnym Śląsku znalazła się tylko część powiatu prudnickiego. Śmicz znalazł się po stronie zachodniej, poza terenem plebiscytowym. W latach 20. XX wieku przy głównej ulicy w Śmiczu powstał pomnik upamiętniający mieszkańców wsi, którzy zginęli podczas I wojny światowej (rozbudowany po II wojnie światowej). W 1922 wzniesiono remizę ochotniczej straży pożarnej.
Po II wojnie światowej, od marca do maja 1945 powiat prudnicki znajdował się pod kontrolą radzieckiej komendantury wojskowej. 11 maja 1945 polska administracja przejęła władzę cywilną w powiecie prudnickim. Mieszkańcom Śmicza, posługującym się dialektem śląskim bądź znającym język polski, pozwolono pozostać we wsi po otrzymaniu polskiego obywatelstwa.
W latach 1945–1950 Śmicz należał do województwa śląskiego, a od 1950 do województwa opolskiego. W latach 1945–1954 wieś była siedzibą gminy Śmicz, a w latach 1954–1972 należała do gromady Kolnowice. Podlegała urzędowi pocztowemu w Ścinawie Małej. We wsi funkcjonował punkt sanitarny Polskiego Czerwonego Krzyża.
W wyniku działań wojennych ucierpiał kościół, którego odbudowa trwała do 1953. W 1967 w ramach czynu społecznego zbudowano we wsi ośrodek zdrowia. W 2007 Śmicz przystąpił do Programu Odnowy Wsi Opolskiej. Podczas powodzi we wrześniu 2024 ze wsi ewakuowano 5 osób.

## Mieszkańcy
Miejscowość zamieszkiwana jest przez mniejszość niemiecką oraz Ślązaków. Mieszkańcy wsi posługują się gwarą prudnicką, będącą odmianą dialektu śląskiego.

### Liczba mieszkańców wsi
- 1871 – 1098[32]
- 1885 – 1106[33]
- 1905 – 1062[34]
- 1910 – 1055[22]
- 1933 – 1005[35]
- 1939 – 961[35]
- 1966 – 672[36]
- 1983 – 700[37]
- 1998 – 626[38]
- 2002 – 542[38]
- 2009 – 486[38]
- 2011 – 494[38]
- 2013 – 487[39]

## Zabytki

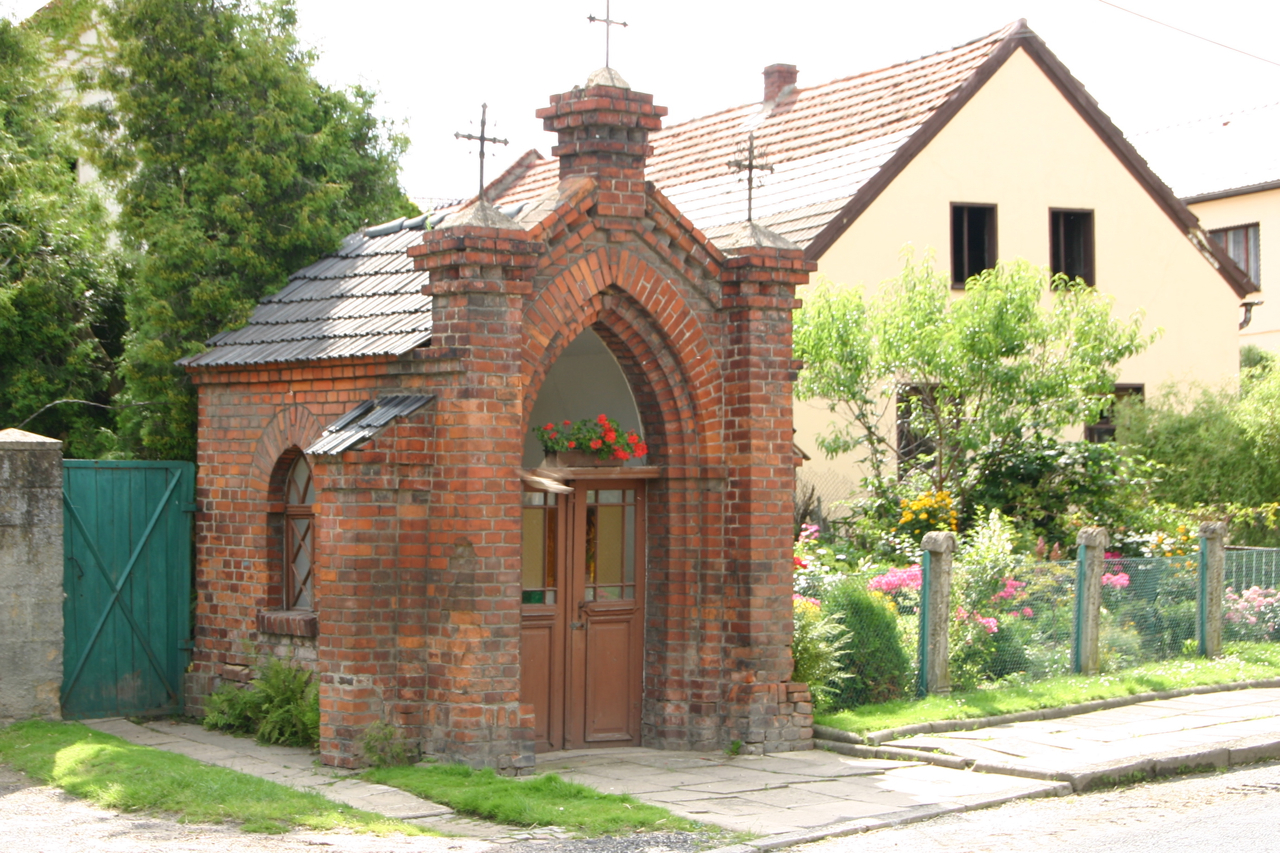
Kaplica

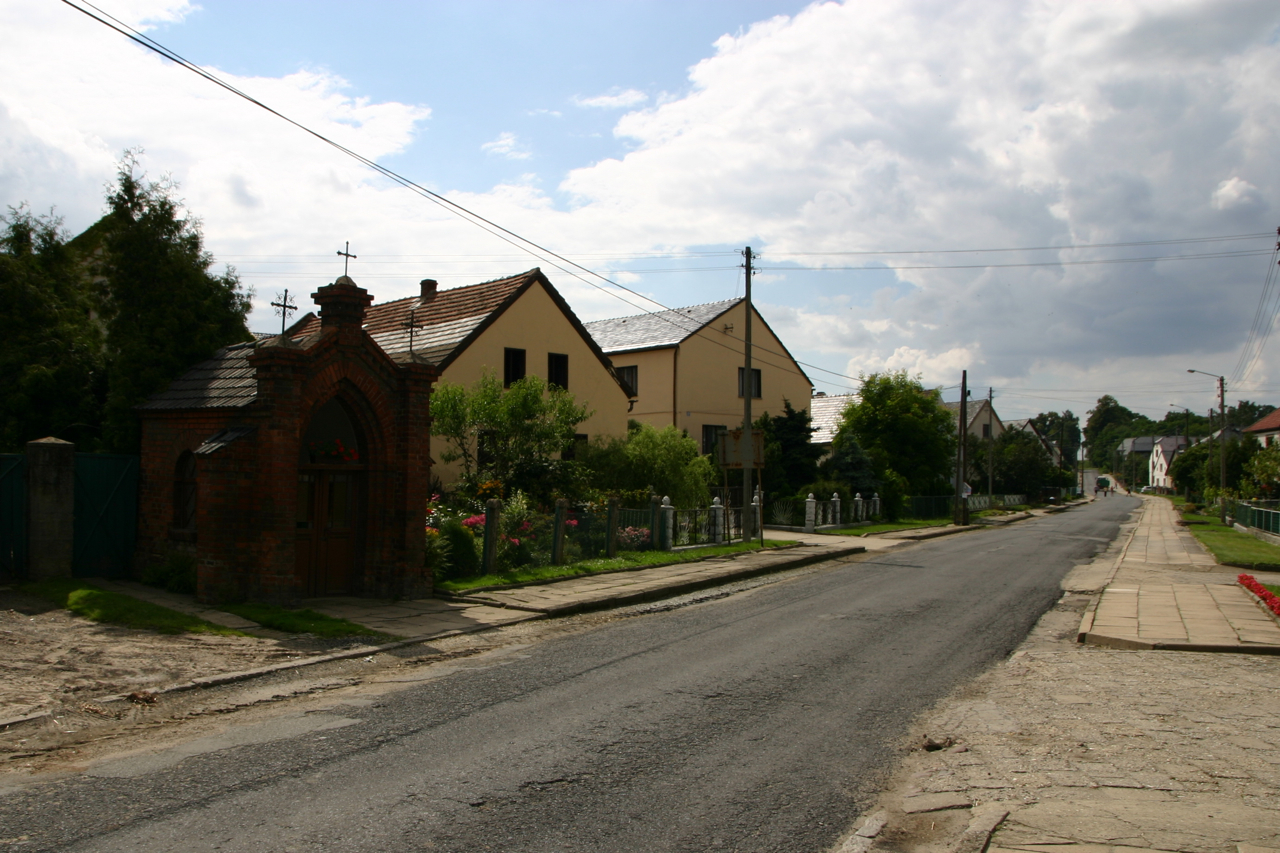
Domy

Do wojewódzkiego rejestru zabytków wpisane są:
- kościół par. pw. św. Katarzyny, z XVIII w., przebudowany w 1839, z polichromiami F. Sebastiniego[37] (wypis z księgi rejestru)

Inne zabytki:
- lamus plebański, drewniany z XVIII w.[37]

Zgodnie z gminną ewidencją zabytków w Śmiczu chronione są ponadto:
- kapliczka przy domu nr 21
- kapliczka przy domu nr 64
- kapliczka przy głównej ulicy wiejskiej
- cmentarz katolicki, przykościelny

## Pomniki i obiekty upamiętniające
- Pomnik poległych w I i II wojnie światowej – pomnik przy głównej ulicy Śmicza powstały w latach 20. XX wieku jako upamiętnienie mieszkańców wsi, którzy polegli w I wojnie światowej. Dostawiono do niego dwie tablice z nazwiskami mężczyzn, którzy zginęli podczas II wojny światowej. Na każdej tablicy znajduje się symbol Krzyża Żelaznego. Na pomniku figuralne przedstawienie św. Jerzego w walce ze smokiem[42]. Zgodnie z kryteriami w sprawie upamiętnień na obszarze RP żołnierzy niemieckich przyjętymi w uchwale Rady Ochrony Pamięci Walk i Męczeństwa w 1995, pomnik został uznany za nieprawidłowy[23].
- Pomnik 800-lecia Śmicza – pomnik upamiętniający 800-lecie istnienia Śmicza, odsłonięty w 2023[43].

## Gospodarka
Śmicz jest typowo rolniczą wsią. W 2023 we wsi funkcjonował sklep, piekarnia z punktem pocztowym, działały usługi stolarskie, mechaniczne, budowlane i rolnicze, w pasiecie produkowany był miód. W Śmiczu siedzibę mają firmy Zakład Remontowo Malarski Mistrz Tomasz Neugebauer i murarz-tynkarz Kaul Joachim, zrzeszone w Cechu Rzemieślników i Przedsiębiorców w Prudniku.
Śmicz wraz z całą gminą Biała podlega pod inspektorat ZUS w Prudniku.

## Transport
W zarządzie Wydziału Drogownictwa Starostwa Powiatowego w Prudniku znajdują się drogi powiatowe: nr 1205O relacji Śmicz – Węża, nr 1527O relacji Przydroże Wielkie – Podlesie – Śmicz oraz nr 1613O relacji Prudnik – Czyżowice – Laskowiec – Kolnowice – Miłowice – Śmicz.
Śmicz posiada połączenia autobusowe z Białą, Korfantowem, Prudnikiem, Rzymkowicami. We wsi znajduje się jeden przystanek autobusowy.
Transport autobusowy w Śmiczu obsługiwany był przez PKS Prudnik. W 2004 prudnicki PKS został sprywatyzowany z udziałem Connex Polska. W 2008, w wyniku połączenia spółek PKS Connex Prudnik i PKS Connex Kędzierzyn-Koźle, utworzona została spółka Veolia Transport Opolszczyzna, w 2013 przejęta przez Arriva Bus Transport Polska. W 2019 Arriva wycofała się z Prudnika. Wówczas organizacją przewozów pasażerskich w Śmiczu i okolicy zajęły się ościenne PKS-y. W grudniu 2021 powołano Powiatowo-Gminny Związek Transportu „Pogranicze”, mający na celu poprawę jakości transportu.

## Oświata
W Śmiczu pod numerem 106 znajduje się szkoła filialna Publicznej Szkoły Podstawowej im. Jarosława Iwaszkiewicza w Białej, wchodzącej w skład Zespołu Szkolno-Przedszkolnego w Białej.

## Kultura
W Śmiczu działa Niemieckie Koło Przyjaźni (Deutscher Freundeskreis) – oddział terenowy Towarzystwa Społeczno-Kulturalnego Niemców na Śląsku Opolskim, Stowarzyszenie Przyjaciół Śmicza, a także Młodzieżowa Orkiestra Dęta. Do budynku ochotniczej straży pożarnej przylega świetlica wiejska z tarasem i altaną.

## Religia
W Śmiczu znajduje się katolicki kościół św. Katarzyny Aleksandryjskiej, który jest siedzibą parafii św. Katarzyny Aleksandryjskiej (dekanat Biała). Przy kościele znajduje się cmentarz parafialny, a także cztery kapliczki, służące jako ołtarze podczas procesji Bożego Ciała.

## Turystyka
Oddział PTTK „Sudetów Wschodnich” w Prudniku ustanowił turystyczną Odznakę Krajoznawczą Ziemi Prudnickiej, którą zdobywa się poprzez zwiedzenie odpowiedniej liczby obiektów w miejscowościach położonych na ziemi prudnickiej, w tym w Śmiczu. Przez Śmicz przebiega trasa Kolarskiego Rajdu Dookoła Ziemi Bialskiej, za przejechanie którego PTTK Prudnik przyznaje odznakę.

### Szlaki turystyczne
Przez Śmicz prowadzą szlaki turystyczne:
- Szlakami bociana białego (27 km): Biała – Prężyna – Miłowice – Śmicz – Pleśnica – Grabina – Otoki – Wasiłowice – Biała[60]
- Szlakiem zabytkowych kościołów (9,12 km): Prężyna – Biała – Śmicz – Miłowice – Kolnowice – Otoki – Ligota Bialska – Krobusz – Dębina – Łącznik – Mokra – Żabnik – Gostomia – Solec – Olbrachcice[61]

### Szlaki rowerowe
Przez Śmicz prowadzi szlak rowerowy:
- Trasa rowerowa PTTK nr 263-n: Biała – Wasiłowice – Otoki – Grabina – Kolonia Otocka – Puszyna – Pleśnica – Śmicz – Miłowice – Prężyna – Biała

## Bezpieczeństwo
W zakresie ochrony przeciwpożarowej oraz innych miejscowych zagrożeń w Śmiczu działa jednostka Ochotniczej Straży Pożarnej.
Miejscowość jest pod opieką dzielnicowego rejonu służbowego nr 16 Komendy Powiatowej Policji w Prudniku (Posterunek Policji w Białej).
Teren wsi, jak i całej gminy Biała, położony jest w strefie nadgranicznej w związku z czym Straż Graniczna dysponuje, na tym obszarze, specjalnymi kompetencjami w zakresie bezpieczeństwa. Gminę Biała obejmuje zasięgiem służbowym placówka Straży Granicznej w Opolu ze Śląskiego Oddziału SG.